# Corynopoma
Corynopoma – rodzaj słodkowodnych ryb z rodziny kąsaczowatych (Characidae). 

## Klasyfikacja
Gatunki zaliczane do tego rodzaju:
- Corynopoma riisei – skrzelopiór białopłetwy[3], skrzelopiór[4]